# Anthony Bottoms
Anthony Edward Bottoms FBA (nascut el 29 d'agost de 1939) és un criminòleg britànic. Va ser becari del Fitzwilliam College de Cambridge, des del 1984 fins al 2006 i fins al desembre de 2007, professor de criminologia conjuntament a les universitats de Cambridge i Sheffield.
El 22 de novembre del 2022, a proposta de la Facultat de Dret de la Universitat Autònoma de Barcelona, va ser investit doctor honoris causa per la UAB per haver enriquit la criminologia elaborant una nova teoria sensible a la justícia social. El seu padrí fou el Dr. Josep Cid Moliné.